# Wad Ras (1862)
La Wad Ras fue una corbeta de hélice construida en los Reales Astilleros Esteiro de Ferrol, de la clase Narváez y perteneciente a la Armada Española. Recibía su nombre en memoria de la Batalla de Wad-Ras

## Características
Se trataba de un buque con casco de madera y propulsión mixta mediante velamen y una máquina de vapor alternativa de doble expansión Penn & Son con una potencia de 160 caballos de vapor nominales y 280 caballos de vapor indicados que accionaba una única hélice, que le permitían alcanzar una velocidad de 8 nudos.
Estaba armada con 2 cañones lisos Rivera de 200 mm y 1 cañón liso Vigodet Alcon de 160 mm.

## Historial
Fue asignada a la Estación naval del Río de la Plata en 1862 como parte de la escuadra del Atlántico meridional, donde permaneció junto al vapor Colón y la corbeta Consuelo. Entre diciembre de 1864 y enero de 1865 bajo el mando del capitán de navío Luis Martínez de Arce, efectuó servicios de buque observador del conflicto durante el sitio de Paysandú. En 1866 se sumaron a la estación naval las fragatas de hélice Almansa, Blanca, Resolución, Villa de Madrid, que retornaban de aguas chileno-peruanas tras la guerra Hispano-Sudamericana, permanecieron en la citada estación hasta 1867.
En 1868 deja de pertenecer a la escuadra del Atlántico meridional y es destinada al Apostadero de Filipinas.
Participó en las operaciones efectuadas en Filipinas contra Parang y Joló en diciembre de 1871, al mando del contralmirante Manuel Mac-Crohón, junto a sus gemelas Vencedora y Santa Lucía.
Desde septiembre de 1872 hasta1876, se la encuentra en Filipinas en la función de buque hidrográfico y eventualmente en la lucha antipiratería. Pascual Cervera y Topete fue nombrado comandante de la comisión hidrográfica. La Comisión Hidrográfica de Filipinas, estaba instalada a bordo de la corbeta Wad-Ras y con el Cañonero Mindoro a sus órdenes, realizando desde noviembre de 1875  un levantamiento del archipiélago filipino desde Basilan a Tavi-Tavi.
Participó en la expedición a Joló de 1876 al mando del contraalmirante Pezuela, que terminó con la ocupación de la isla, junto a las corbetas Vencedora y Santa Lucía.
Posteriormente, bajo el mando de Cervera junto a la goleta Santa Filomena y los cañoneros Mindoro y Samar, partió entre agosto y septiembre de 1876 para realizar acciones contra Tayi Tayi, entonces, base de piratería.
En 1876 quedó exenta de clasificación y desarmada, y fue dada de baja y desarmada en 1878, quedando como pontón en 1880 en el Arsenal de Cavite con el numeral 245, perdiéndose la pista en 1882, siendo posiblemente desguazada a partir de ese año.